# Villa Cesarina (República Dominicana)
El barrio Villa Cesarina, ubicado en la provincia de San Pedro de Macorís en República Dominicana, fue fundado el 12 de agosto de año 2002 en terrenos ubicados en el área adyacente al Ingenio Porvenir. Estos terrenos fueron invadidos por personas de bajos recursos económicos, quienes fabricaron casuchas de mala calidad, de latas viejas y zinc y le pusieron por nombre al sector "Kosovo".
Los primeros moradores del barrio duraron varios meses viviendo en ese lugar pero luego fueron desalojados por el Consejo Estatal del Azúcar (CEA), institución a la que pertenecían esos terrenos; aunque luego estas personas volverían a invadir.
Años más tarde el CEA decidió vender y donar estos terrenos a sus habitantes, y más tarde acuerdan cambiarle el nombre y es cuando se elige el nombre de Villa Cesarina, en honor a la hija del Ingeniero Fernando Ortiz.

## Historia
En sus inicios el sector estaba dividido en dos partes: "Cesarina I" y "Cesarina II", luego el entonces administrador del Ingenio Porvenir, amén de que estos terrenos pertenecían al Consejo Estatal del Azúcar (CEA), tomó la decisión de unificarlo naciendo así el sector con el nombre de Villa Cesarina.
Los primeros habitantes del sector fueron Mariana Sánchez Berroa, quien llegó al sector en 1992; Nancy Berroa, Sánchez Pierret y Minerva Vásquez, entre otras personas, quienes, en múltiples ocasiones fueron acusadas de invasores de terrenos propiedad del CEA y llegaron a ser encarcelados.
Luego de muchos enfrentamientos con los nuevos habitantes del sector, la dirección del CEA tomó la decisión de dividir los terrenos ocupados en porciones o solares y cederlos a sus ex-trabajadores como indemnización por los años de servicio en la institución. Ésta distribución de terrenos se hizo sin entregar títulos de propiedad, por lo que los moradores aún enfrentan problemas con las administraciones nuevas del Consejo Estatal del Azúcar cuando estos últimos se deciden a recuperar esos terrenos.
El nombre del sector nace en honor a una secretaria del departamento de inmoviliaria del Ingenio Porvenir que defendía el derecho de los trabajadores del ingenio y que se constituyó en una defensora incansable del sector azucarero. El nombre fue ratificado en la Sala Capitular del Ayuntamiento del municipio de San Pedro de Macorís el 23 de noviembre de 2006.

## Trabajo de la Junta de Vecinos
La Junta de Vecinos "Sol Naciente" de Villa Cesarina, a mediados del año 2006 dirigió una comunicación al Ayuntamiento Municipal de San Pedro de Macorís solicitando lo siguiente:
- Registrar su sector con el nombre de Villa Cesarina
- La rotulación oficial de sus calles y
- La apertura de tres calles para entrada y salida del sector

El 23 de noviembre del mismo año se realizó una sesión en la que se trataron estos puntos y se logró que se aprobara lo solicitado.

## Ubicación Geográfica
Villa Cesarina está ubicado entre los edificios de la Zona Franca, el Plan Porvenir, Los Guandules, la Villa Azucarera y la Verja perimetral del Ingenio Porvenir; cuenta con 17 calles, está situada al Sureste de la provincia de San Pedro de Macorís formando parte del Parque Nacional del Este. Tiene una superficie de 3 km² y limita al norte con el barrio Los Guandules, al Sur se encuentra el complejo industrial de Zonas Francas; al Este la carretera que une a San Pedro de Macorís con La Romana y al Nordeste el barrio Azul.

## Densidad poblacional
Este sector cuenta con 320 habitantes, de los cuales 95 son hombres, 122 mujeres y 103 niños según los datos arrojados por el Censo Nacional de Población y Vivienda de la Oficina Nacional de Estadísticas (ONE) del 2010.

## Recursos naturales

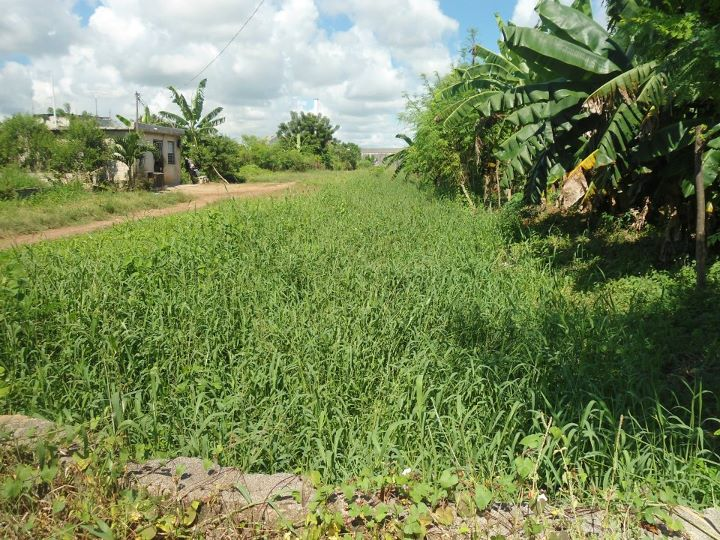
Flora del barrio

Flora: Villa Cesarina cuenta con una gran variedad de plantas por la cantidad de terreno sin habitar que hay en el sector. Entre las plantas más comunes se encuentran la caña de azúcar (saccharum officinarum), "parasiemre" (pithecellobium), cactus, chácaro, guayaba (psidium guajava), mango (magifera indica), alquitira (opuntia ficus-indica), entre otras.
Fauna: En este sector habitan diferentes especies de animales domésticos, entre los cuales se encuentran la cigua palmera, murciélagos, palomas, gansos, judíos, caballos, cerdos, perros, gatos y más.

## Educación
El barrio Villa Cesarina no cuenta con ningún plantel escolar, por lo que los estudiantes del sector asisten a diferentes escuelas próximas al mismo como lo son: Escuela Porvenir 1, Escuela Pública de Los Guandules y el Liceo Gastón Fernando Deligne.

## Salud
Los habitantes del sector asisten a las Unidades de Atención Primaria (UNAP) de los sectores circundantes ya que no cuentan con un centro de salud. Se dirigen, mayormente, a la UNAP del barrio Ingenio Porvenir, al Hospital Regional Dr. Antonio Musa, ubicado en la carretera Mella y los que pueden, a los centros privados que funcionan en la provincia.

## Infraestructura

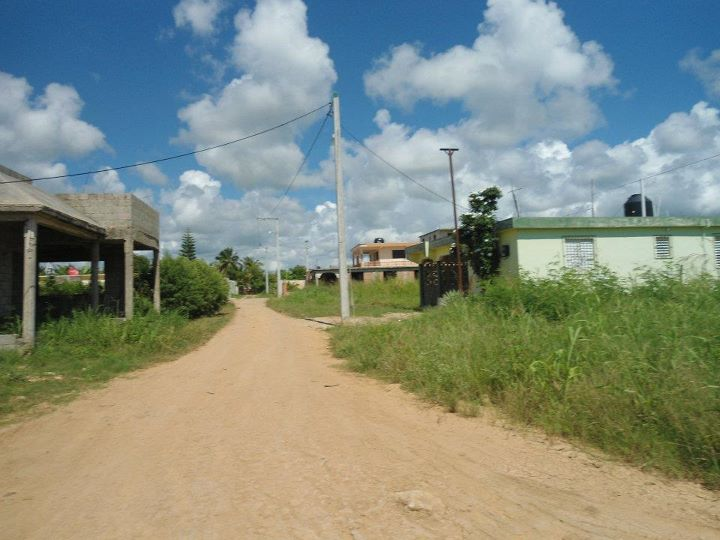
Calle típica de Villa Cesarina

Este barrio cuenta con 17 calles y 47 viviendas distribuidas entre ellas. Sus calles carecen de asfalto, no tiene aceras ni contenes. Algunas de sus viviendas están construidas en madera y zinc pero predominan las construidas en concreto armado, y blockes de cemento. 

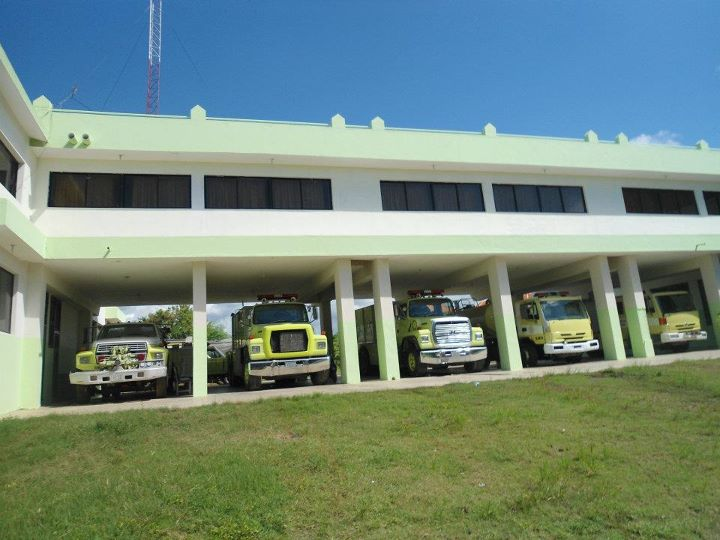
Cuerpo de bomberos

También existen en el sector algunas edificaciones de relevancia como lo es un edificio del Cuerpo de Bomberos, que es una de las estaciones más grandes del país y tiene aproximadamente 20 hombres (bomberos) trabajando en las labores propias de su área. Este edificio lleva el nombre de Rolando Martínez en honor a él por ser el primer bombero.

## Economía
En este barrio el dinero circulante se dinamiza a través del empleo informal (vendedores ambulantes o buhoneros), el motoconcho (mototaxi en otros lugares), modistas, salones de belleza así como el comercio de expendio de comestibles (colmados).

## Deportes
Los jóvenes de este sector cuentan con una cancha de baloncesto y un play de béisbol en los cuales practican dichos deportes manteniéndose así entretenidos y alejados de los vicios. En este sector se valora la importancia de la práctica deportiva como medio importante para el desarrollo físico sano y evitar el ocio que incita a la delincuencia.